# بي إم دبليو إكس1
«إكس1» من شركة بي أم دبليو الألمانية، تعتبر فئة جديدة من طرازات الدفع الرباعي "SUV" التي تتميز بصغر الحجم فضلاً عن كونها سيارة عائلية من الدرجة الأولى تصلح لجميع الأغراض. وتتوفر في «إكس1» ثلاثة محركات، الأول بترولي سعة ثلاثة لترات بقدرة 272 حصانًا مكبحيًا، واثنان ديزل بقوة 177 و204 حصانًا على التوالي. وبإمكان الأخير التسريع من الصفر حتى سرعة 100 كيلومتر في الساعة خلال 7.3 ثانية، وصولا إلى سرعة قصوى تبلغ 140 ميلا في الساعة. ومن ناحية التصميم الخارجي فتشبه السيارة «فولكسفاجن تيجوان» أما من الداخل فهي على غرار «بي إم دبليو» من الفئة الثالثة، لكنها تعتبر عائلية تمامًا، نظرا لوجود مساحة مناسبة في الأمام، كما أن الصندوق الخلفي مساحته كبيرة.وتتميز «بي أم دبليو» بمرونة قيادتها وقدرتها الجيدة على التعامل مع المنعطفات، والطرقات الموحلة ذات المطبات القليلة ليس أكثر، كما تتميز أيضا بأن استهلاكها للوقود لا يتعدى الجالون الواحد لكل 44 ميلا

## التصميم
قد يبدو التصميم غير مألوف أو انه مجرد خليط من الفئة السابعة الجديدة والفئة الخامسة GT في جسد دفع رباعي ولكن إن أتقنت النظر ستجده يعبر عن صرامة تحتاجها تلك الفئة في لغة التصميم حيث الفتحات الأمامية كبيره الحجم مع لونين للصادم الأمامي تعطى مذاقا للخشونة، يضيف للمقدمة تميزها بالطبع المصابيح الرئيسية ذات الحلقات المضيئة والتي باتت إمضاء حصري ل BMW في كل موديلاتها المطروحة حاليا
في الجانب يسيطر خط وسطى بارز على التصميم ويظهر كذلك من خلال المرايات الخارجية ليعبر بك بنفس إحساس القوة إلى الخلف، ستلاحظ كذلك العجلات المعدنية الرياضية والتي تتوفر بعده تصميمات كلها رائعة ملفته للنظر بشده وتعبر عن تلك القوى والشخصية الرياضية التي تحاول السيارة بشده أن تظهرها في الخارج
في الخلف يأتي التصميم أفضل بكثير من الأمام الخطوط أكثر التفافا وأكثر نعومه مع لمسات فنيه رائعة تتمثل في المصابيح الخلفية وحتى الصادم الخلفي كذلك ستلاحظ زاوية الميل الجديدة للزجاج الخلفي والتي زادت روعه التصميم في الخلف
المقصورة والرفاهية
من الداخل كشرت BMW عن أنيابها لعلمها الجيد عن نوع العميل الذي يبحث عن تلك السيارة فهي في الغالب إما اختيار عائله صغيره للاستعمال اليومي مع المزيد من المرح أو اختيار شاب في مقتبل عمره للتنقل مع الأصدقاء لذا كان التركيز على المساحات الداخلية بشكل كبير ولتحقق الشركة انجازا بتوفير مقاعد بحجم كبير توفر مستوى مرتفع من الراحة مع مساحات داخليه جيده جدا مع أمكانيه طلب سقف بانورامى من الزجاج ليشعرك بالمزيد من المساحة بدخول ضوء الشمس إلى المقصورة، ولم تغفل كذلك الشركة توفير العديد من وسائل الترفيه والتسلية للراكبين في الأمام والخلف من خلال نظام I-Drive والذي يتحكم في وظائف السيارة ويمكن من خلاله تشغيل أفلام الفيديو بطلب شاشات للعرض في الخلف مع نظام صوتي Pro Logic 7 من 6 سماعات
كذلك يتوفر للسائق في الأمام التحكم في انظمه السيارة بضغطه زر من خلال نظام صوتي متطور وكاميرا في الخلف لمساعدته أثناء ركن السيارة

## المحركات والأداء
ستتوافر السيارة ب 6 اختيارات من المحركات وهو نقطه تحسب بالطبع لصالح الشركة حيث تنوى الحصول على أكبر قدر من المبيعات بإرضاء المزيد من العملاء، ولتركيز الشركة على السوق الاوروبى أكثر من الأسواق الأخرى ستتوفر السيارة بمحرك واحد فقط يعمل بالبنزين خلال طراز X1 xDrive28i وهو محرك من 6 اسطوانات في صف واحد بسعة 3 لتر يولد 258 حصان وعزم 310 نيوتن / المتر يستطيع الانطلاق بالسيارة من الثبات لسرعه 100 كم في الساعة خلال 6.8 ثانيه فقط ولسرعه قصوى 205 كم في الساعة
مع خمسه اختيارات أخرى من محركات الديزل تبدأ من طراز sDrive18d والذي يعمل بمحرك بقوه 143 حصان وعزم 320 نيوتن / المتر ويتمتع باستهلاك منخفض جدا للوقود يصل إلى 5.2 لتر لكل 100 كم ويستطيع دفع السيارة لسرعه 100 كم خلال 9.6 ثانيه
ثم sDrive20d بقوه 177 حصان وعزم 350 نيوتن / المتر وصولا إلى أعلى فئة من المحركات مع xDrive23d بسعة 2 لتر ومزود بتوين تربو ليولد 204 حصان وعزم 400 نيوتن / المتر وهو محرك منافس للمحرك البنزين للغاية حيث معدل استهلاكه للوقود 6.3 لتر لكل 100 كم مع تسارع لسرعه 100 كم في الساعة خلال 7.3 ثانيه وقدره على الوصول لسرعه قصوى 205 كم.

## التقنيات الحديثة والأمان
تتمتع X1 بهندسة بناء متميزة استكمالا لمسيره أخواتها في التميز دائما حيث الجسم الخارجي تم معالجته بالكامل للتصدي للحوادث مع بنيه قويه تستطيع دفع الصدمات بعيدا عن المقصورة، كذلك تضمن لك السيارة تماسك شديد على الطريق بفضل نظام الدفع الرباعي المتميز xDrive والذي تم تجهيز السيارة به كذلك ستتوفر بعض الطرازات كذلك بنظام Efficient Dynamics والذي يعمل على تدوير درجه حرارة المكابح وتحويلها إلى طاقة يستطيع المحرك الاستفادة منها لتقليل نسبه استهلاك العادم والحفاظ على البيئة وهي نقطه متفوقة تقنيا.